# Tadashi Mori
Pour les articles homonymes, voir Mori.
Tadashi Mori (森 正, Mori Tadashi), né le 14 décembre 1921 et mort le 4 mai 1987, est un flûtiste et chef d'orchestre japonais. Il est chef permanent de l'Orchestre symphonique de Kyoto de 1963 à 1966.